# 996
| 996                |
| ------------------ |
| Dødsfald - Fødsler |
|                    |

| Gregoriansk kalender | 996 CMXCVI              |
| Ab urbe condita      | 1749                    |
| Armensk kalender     | 445 ԹՎ ՆԽԵ              |
| Kinesiske kalender   | 3692 – 3693 乙未 – 丙申 |
| Etiopisk kalender    | 988 – 989               |
| Jødisk kalender      | 4756 – 4757             |
| Hindukalendere       |                         |
| - Vikram Samvat      | 1051 – 1052             |
| - Shaka Samvat       | 918 – 919               |
| - Kali Yuga          | 4097 – 4098             |
| Iransk kalender      | 374 – 375               |
| Islamisk kalender    | 386 – 387               |

Se også 996 (tal)

## Begivenheder
- 21. maj - den sekstenårige Otto 3. krones som kejser af det Tysk-romerske rige